# 1997 VS5
1997 VS5 är en asteroid i huvudbältet som upptäcktes den 8 november 1997 av den japanska astronomen Takao Kobayashi vid Ōizumi-observatoriet.
Asteroiden har en diameter på ungefär 8 kilometer.